# Concejo Regional Emek HaMayanot
El Concejo Regional de Emek Hama'ayanot (en hebreo, מועצה אזורית עמק המעיינות) (Emeq Hama'ayanot) es un concejo regional del distrito Norte de Israel. Tiene una población estimada, a fines de julio de 2023, de 14 989 habitantes. Su denominación oficial hasta el 2008 era  Concejo Regional del Valle de Beit She'an, nombre frecuentemente aún en uso.
El concejo regional no incluye la ciudad de Beit She'an, que es una autoridad local separada.

## Asentamientos
La zona abarca los siguientes 24 asentamientos:

### Kibutzim
| - Ein HaNatziv - Gesher - Hamadia - Kfar Rupin - Ma'ale Gilboa - Ma'oz Haim - Meirav - Mesilot | - Neve Eitan - Neve Ur - Nir David - Reshafim - Sde Eliyahu - Sde Nahum - Shluhot - Tirat Tzeví |

### Moshavim
- Beit Yosef
- Rehov
- Revaya
- Sdei Trumot
- Yardena

### Otros asentamientos
- Malkishua (villa de rehabilitación de adictos)
- Menahemia (moshava)
- Tel Te'omim (asentamiento comunitario)